# Ökörmezői járás
Az Ökörmezői járás (ukránul: Міжгірський район, magyar átírásban: Mizshirszkij rajon) egykori közigazgatási egység Ukrajna Kárpátontúli területén 1946–2020 között. Kárpátalja északi középső részén helyezkedett el; keletről a Técsői, délről a Huszti, Ilosvai és Szolyvai, nyugatról a Volóci járásokkal, északról a Lvivi és az Ivano-frankivszki területtel volt határos.
1953-ban hozták létre, de évszázadokon át része volt a történelmi Magyarország közigazgatási beosztásának is Máramaros vármegye egyik járásaként. 
A 2020. júliusi ukrajnai közigazgatási reform során megszüntették; területét az újonnan létrehozott Huszti járáshoz csatolták, amely a korábbi Huszti járást, valamint szintén megszüntetett egykori Ilosvai és Técsői járások egy-egy részét is magában foglalja.

## Történelem
A járás alapvetően mindig gyér lakosságú terület volt, távol mindenféle központtól.  A magyar uralom megszilárdulása a 13. században történik. Ekkor a terület Máramaros vármegyéhez kerül. A 15. században már kialakul Ökörmező település.
Jelenlegi formájában 1953-ban szervezték meg, de évszázadokon át része volt a történelmi Magyarország közigazgatási beosztásának is Máramaros vármegye egyik járásaként, hegyláncok által kijelölt természetes határai alig változtak az évszázadok alatt. A két világháború közötti időszakban Csehszlovákiában is tovább létezett, majd 1939 és 1944 között ismét Magyarországhoz, ekkor a Máramarosi közigazgatási kirendeltséghez tartozott. 1946-tól a Szovjetunióhoz tartozik.

## Gazdaság
A környék abból a szempontból egyedülálló, hogy nem halad erre egyetlen vasútvonal sem. Emellett a közúti infrastruktúra is komoly hiányosságokkal küzd a térségben. Mindazonáltal a környék idegenforgalma fellendülőben van, amit elsősorban a környező tájak érintetlenségének (falusi turizmus) és a jó levegőnek (gyógyturizmus) köszönhet. A turizmuson kívül az élelmiszeripar, amely a helyi burgonyatermesztésre és a környékbeli gombákra települt, és a könnyűipar is jellemző.

## Népesség
A lakosság nagy része ortodox – esetenként görögkatolikus – hívő, ukrán nemzetiségű.

## Települések
(Zárójelben az ukrán név szerepel cirill betűkkel és magyar átírásban.)

### Városi jellegű települések
- Ökörmező (Міжгір'я, Mizshirja)

### Falvak
- Alsóhidegpatak (Нижній Студений, Nizsnyij Sztudenij)
- Alsókalocsa (Колочава)
- Alsószinevér (Синевир, Szinevir)
- Bükköspatak (Буковець, Bukovec)
- Cserjés (Лозянский, Lozjanszkij)
- Csuszka (Тюшка, Tyuska)
- Felsősebes (Верхній Бистрий, Verhnyij Bisztrij)
- Felsőkalocsa (Негровець, Nehrovec)
- Felsőszinevér (Синевирська Поляна, Szinevirszka Poljana)
- Fülöpfalva (Пилипець, Pilipec)
- Iszka (Ізки, Izki)
- Kelecsény (Келечин, Kelecsin)
- Kispatak (Річка, Ricska)
- Lengyelszállás (Лісковець. Liszkovec)
- Majdánka (Майдан, Majdan)
- Pereszlő (Присліп, Priszlip)
- Repenye (Репинне, Repinne)
- Tarfalu (Голятин, Holjatin)
- Tarújfalu (Новоселиця, Novoszelicja)
- Toronya (Торунь, Toruny)
- Vízköz (Сойми, Szojmi)
- Vucskómező (Вучкове, Bukove)